# Bathypogon asiliformis
Bathypogon asiliformis är en tvåvingeart som först beskrevs av Friedrich Hermann Loew 1851.  Bathypogon asiliformis ingår i släktet Bathypogon och familjen rovflugor. Inga underarter finns listade i Catalogue of Life.